# 종이갑

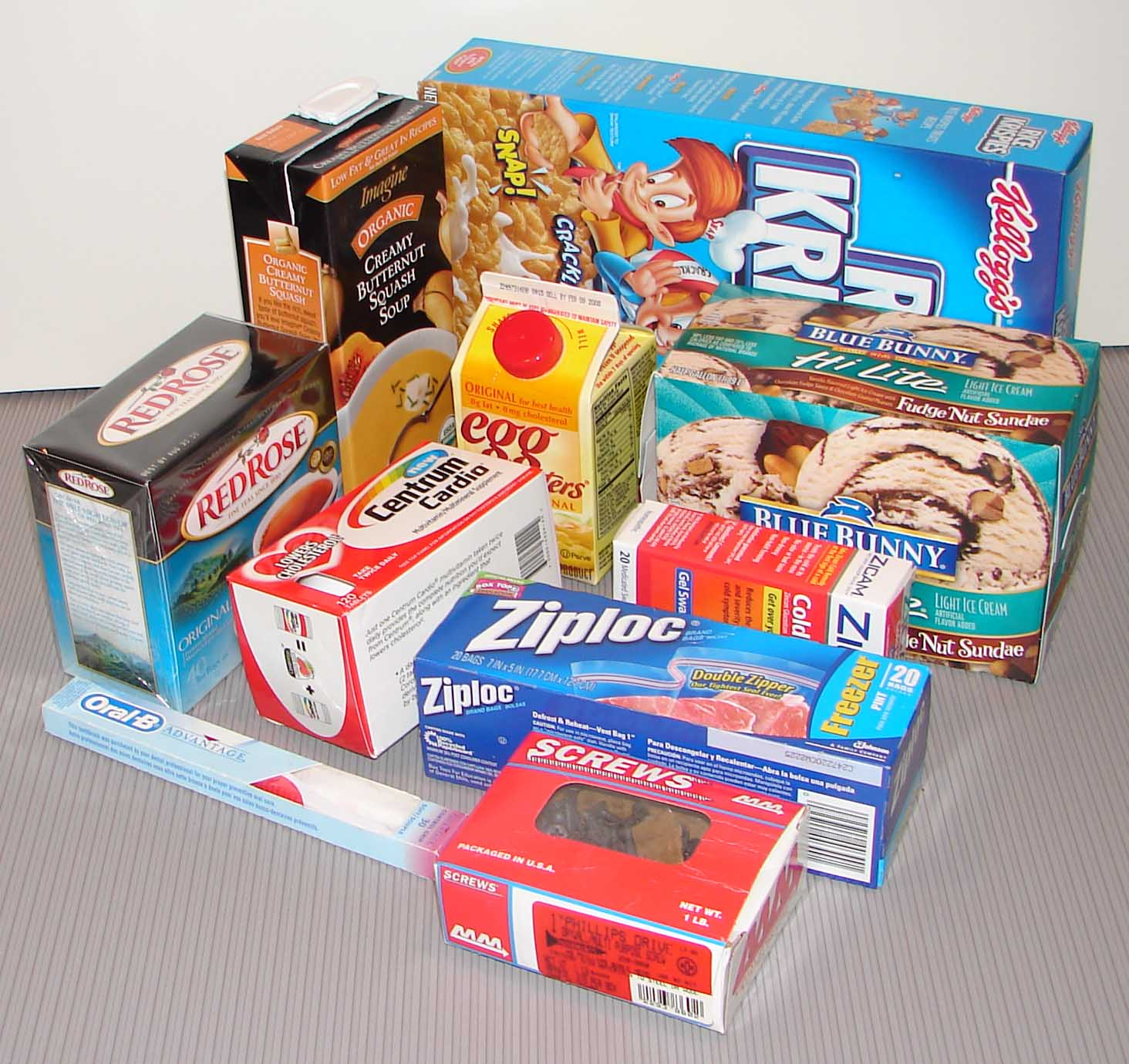
다양한 종이갑들

종이갑(-匣, 영어: Carton)은 종이, 그 중에서도 두꺼운 판지로 만든 포장 용기를 가리킨다. 수많은 종류와 용도가 있으며 그 중에서는 박스라고 부르는 종류도 있다.

## 종류

계란판

- 계란판
- 종이팩
- 종이

## 같이 보기
- 상자
- 우유팩